# Grzegorz Kotowicz
Grzegorz Leon Kotowicz (* 6. August 1973 in Czechowice-Dziedzice) ist ein ehemaliger polnischer Kanute.

## Erfolge
Grzegorz Kotowicz nahm an drei Olympischen Spielen teil. Bei seinem Olympiadebüt 1992 in Barcelona ging er unter anderem mit Dariusz Białkowski im Zweier-Kajak über 1000 Meter an den Start und erreichte mit ihm nach einem vierten Rang im Vorlauf noch nach einem Sieg im Hoffnungslauf das Halbfinale, das sie auf Rang zwei beendeten. Im Endlauf überquerten sie nach 3:18,86 Minuten hinter der siegreichen Deutschen Kay Bluhm und Torsten Gutsche sowie den Schweden Gunnar Olsson und Karl Sundqvist als Dritte die Ziellinie und gewannen die Bronzemedaille. Darüber hinaus startete Kotowicz im Einer-Kajak auf der 500-Meter-Strecke, auf der er sich nach Rang vier im Vorlauf noch als Dritter des Hoffnungslaufes für das Halbfinale qualifizierte. Dort schied er schließlich als Achter aus. Vier Jahre darauf in Atlanta zogen Kotowicz und Białkowski nach Rang zwei im Vorlauf und einem Sieg im Halbfinallauf erneut ins Finale ein, verpassten diesmal als Vierte aber einen weiteren Medaillengewinn. Dabei mussten sie sich um sechs Hundertstelsekunden den drittplatzierten Bulgaren Andrian Duschew und Milko Kasanow geschlagen geben.
Bei den Olympischen Spielen 2000 in Sydney gehörte Kotowicz zum polnischen Aufgebot im Vierer-Kajak auf der 1000-Meter-Strecke, zu der neben ihm noch Marek Witkowski, Dariusz Białkowski und Adam Seroczyński gehörten. Als Dritte ihres Vorlaufs gelang die direkte Finalqualifikation. Im Endlauf überquerte die Mannschaft nach 2:55,704 Minuten hinter der siegreichen ungarischen sowie der deutschen Mannschaft als Dritte die Ziellinie und gewann die Bronzemedaille. Wie schon 1992 trat Kotowicz außerdem noch im Wettbewerb im Einer-Kajak über 500 Meter an. Er zog nach einem Sieg im Vorlauf und Platz drei im Halbfinale in den Endlauf ein, schloss diesen aber als Neunter und damit Letzter ab.
1994 wurde Kotowicz in Mexiko-Stadt im Vierer-Kajak auf der 1000-Meter-Distanz Vizeweltmeister. Bei den Weltmeisterschaften 1995 in Duisburg gewann er mit Dariusz Białkowski im Zweier-Kajak über 1000 Meter ebenso die Bronzemedaille wie im Vierer-Kajak über 500 Meter. Zwei Jahre darauf wiederholte er in Dartmouth mit Białkowski bei den Weltmeisterschaften den dritten Platz auf der 1000-Meter-Strecke. Außerdem sicherte er sich im Einer-Kajak sowohl über 200 Meter als auch über 500 Meter die Silbermedaille. 1999 folgte in Mailand der Gewinn der Bronzemedaille im Einer-Kajak über 500 Meter.
Bei Europameisterschaften war Kotowicz ebenso erfolgreich. Europameisterschaften 1997 belegte er in Plowdiw mit Białkowski über 1000 Meter ebenso den zweiten Platz wie im Einer-Kajak über 200 und auch über 500 Meter. Im Vierer-Kajak belegte er über 200 Meter den dritten Platz. Zwei Jahre später wurde er im Vierer-Kajak in Zagreb auf der 1000-Meter-Distanz Europameister und schloss den Wettkampf im Einer-Kajak auf der 500-Meter-Strecke auf dem zweiten Platz ab. Kotowicz wurde im Einer-, Zweier- und Vierer-Kajak insgesamt 13 Mal polnischer Landesmeister. Im Jahr 2001 beendete er seine Karriere.
Nach seinem olympischen Medaillengewinn 2000 wurde er mit dem Goldenen Verdienstkreuz der Republik Polen ausgezeichnet.